# 11367 Rachelseevers
11367 Rachelseevers è un asteroide della fascia principale. Scoperto nel 1998, presenta un'orbita caratterizzata da un semiasse maggiore pari a 2,5935016 au e da un'eccentricità di 0,1181228, inclinata di 14,52239° rispetto all'eclittica.